# Người San
Người San (hay Saan), còn được gọi là người Bushmen (trong tiếng Anh) hay Basarwa, là tên để chỉ nhiều dân tộc bản địa có truyền thống săn bắt-hái lượm, sinh sống tại khu vực Nam Phi (gồm Botswana, Namibia, Angola, Zambia, Zimbabwe, Lesotho và Cộng hòa Nam Phi). Có sự khác biệt đáng kể về ngôn ngữ giữa người San phương bắc sống tại vùng giữa sông Okavango tại Botswana và vườn quốc gia Etosha ở tây bắc Namibia, và nam Angola; người San vùng trung tâm tại đa phần Namibia and Botswana, cộng với Zambia và Zimbabwe; và người San phương nam tại trung tâm sa mạc Kalahari và khu vực sông Molopo.
Quê hương của tổ tiên của người San được cho là tại Botswana và Nam Phi. Sự hiện diện của người San tại Botswana lại đặc biệt rõ nét tại vùng đồi Tsodilo. Tại đây, công cụ đá và tranh vẽ trên đá có niên đại hàng nghìn năm. Truyền thống, đây là những người bán du mục, di chuyển theo thời vụ dựa trên sự hiện diện của tài nguyên như nước, động vật, và thực vật ăn được. Tính tới năm 2010, số người San tại Botswana là từ 50.000 đến 60.000 người.:5
Từ thập niên 1950 đến nay, người San dần chuyển sang trồng trọt vì những dự án của chính phủ các nước. Họ đã cung cấp cho các nhà khoa học một lượng thông tin phong phú về nhân loại học và di truyền học. Một nghiên cứu về sự đa dạng di truyền châu Phi hoàn thành năm 2009 cho thấy người San là một trong bốn nhóm có sự đa dạng di truyền cao nhất (trong số 121 nhóm dân cư châu Phi được thu thập). Người San là một trong 14 "cụm dân cư tổ tiên" còn tồn tại được biết đến.

## Tên gọi
Những cộng đồng người San thường thích được gọi bằng tên riêng của dân tộc họ, ví dụ như:
- ǃKung,
- ǀXam,
- ǂKhomani,
- Nusan (Nǀu),
- Khwe (Khoi, Kxoe),[8]
- Naro,
- Haiǁom,
- Tsoa,
- Auen,
- Juǀ'hoan,
- Kua and,
- Gǀu (Gwi) và Gǁana (Gana).[9][10][11][12][13]

Nhiều thuật ngữ—gồm San, Bushmen và Basarwa- được dùng làm tên gọi chung cho tất cả họ. Có những tranh luận về các thuật ngữ này, do chúng ít nhiều được dùng với ý nghĩa miệt thị.